# Myscelus alsarius
Myscelus alsarius är en fjärilsart som beskrevs av Fabricius 1793. Myscelus alsarius ingår i släktet Myscelus och familjen tjockhuvuden. Inga underarter finns listade i Catalogue of Life.